# Włostów (województwo świętokrzyskie)
Włostów – wieś sołecka w Polsce położona w województwie świętokrzyskim, w powiecie opatowskim, w gminie Lipnik. Leży przy drodze krajowej nr 9.
Przez wieś przechodzi  zielony oraz  niebieski szlak rowerowy do Opatowa.
Do niedawna we Włostowie funkcjonowała cukrownia założona w 1913 r.

## Historia
Po raz pierwszy nazwa Włostów pojawiła się w akcie z 1362, w którym to wymieniono dziedzica wsi, Bernarda. Osada jest jednak znacznie starsza. Według tradycji miejscowy kościół ufundowany został przez Piotra Dunina i ochrzczono w nim Wincentego Kadłubka. Na obszarze wsi mieściło się prawdopodobnie targowisko, czego pamiątką jest nazwa jednego z pól – Targowiska. Stąd też tak wczesna fundacja miejscowego kościoła. Znaczenie osadzie odebrał dopiero rozwój sąsiedniego Opatowa.
W połowie XV w. we Włostowie znajdował się już kościół murowany pw. św. Jana Chrzciciela. Dziedzicami wsi byli: Pełka, Jan Zbank i Iwon herbu Janina. Włostów miał 12 łanów kmiecych, oddających dziesięcinę archidiakonowi sandomierskiemu. Z niektórych pól dziesięcinę pobierał też miejscowy pleban. Do kościoła należały 4 łany, łąka, staw i trzy karczmy z rolą, oddające dziesięcinę archidiakonowi.
W 1578 Albert Wielicki płacił od 16 osadników, 8 łanów, 11 zagrodników z rolą, 2 zagrodników, 12 ubogich komorników i od jednego rzemieślnika. Pleban płacił od 1 osadnika, 1 łanu i 2 ubogich komorników. Hubliński płacił od 2 osadników, 1 łanu, 4 zagrodników z rolą, 5 ubogich komorników, 1 komornika oraz 1 rzemieślnika. Jan Pełka płacił od połowy łanu.
W XVII w. miejscowość związana z działalnością braci polskich. O związkach Włostowa z ruchem braci polskich świadczy zachowany do dziś zbór.
W 1827 Włostów miał 38 domów i 332 mieszkańców. Według Słownika geograficznego Królestwa Polskiego z lat 80. XIX w. we Włostowie był murowany kościół parafialny, gorzelnia, młyn wodny, 48 domów i 613 mieszkańców. Właścicielem dóbr ziemskich we Włostowie w 1881 był Michał Karski.
Panowanie reżimu III Rzeszy we Włostowie zakończyło 8 sierpnia 1944 zdobycie miejscowości przez żołnierzy radzieckich z 13 Armii i 1 Gwardyjskiej Armii Pancernej. 
W latach 1975–1998 miejscowość należała administracyjnie do województwa tarnobrzeskiego.

## Zabytki
- Kościół pw. św. Jana Chrzciciela z XIII/XIV w.; przebudowany w XVIII wieku; spalony w czasie działań wojennych w 1944; w latach powojennych odbudowany; we wnętrzu portale z XIV wieku, oraz pozostałości późnoromańskich polichromii.

Wpisany wraz z ogrodzeniem do rejestru zabytków nieruchomych (nr rej.: A.522/1-2 z 2.10.1956, z 20.05.1966 i z 30.07.1982).
- Cmentarz parafialny z przełomu XVIII/XIX w. (nr rej.: A.523 z 14.06.1988)[10]:
  - kaplica rodziny Karskich z II połowy XIX w.,
  - kolumna z figurą Matki Boskiej,
  - ogrodzenie z bramą
- Pałac rodziny Karskich z XIX wieku w ruinie z pozostałościami kaplicy i części narożnych budowli; rzeźby lwów przy bramie wjazdowej.

Zespół pałacowy (pałac, oficyna, brama parkowa, brama główna z lwami, park, lamus), wpisany do rejestru zabytków nieruchomych (nr rej.: A.524/1-6 z 44 z 1.09.1947, z 26.10.1956, z 19.12.1957, z 1.03.1967 i z 8.02.1978).
- Zbór braci polskich z XVII w. usytuowany nieopodal pałacu. W późniejszym okresie przekształcony w przydworski lamus[8].

## Sport
We Włostowie, od 1957 roku, działa klub piłki nożnej, Cukrownik Włostów, występujący obecnie (sezon 2019/20) w B klasie, będącej ósmą, pod względem ważności klasą, męskich ligowych rozgrywek piłkarskich w Polsce.

## Urodzeni we Włostowie
- Leszek Rostwo-Suski – polski chemik, profesor doktor habilitowany nauk chemicznych.